# حافظ البكاري
حافظ البكاري رئيس المركز اليمني لقياس الرأي العام- اليمن، من مواليد 1972، درس الاعلام ومتخصص في مجال الدراسات الإعلامية وبحوث الرأي العام . عمل حافظ البكاري صحفيا في عدد من الصحف ووسائل الإعلام المحلية والخارجية خلال 1995-2005م.
في فبراير 2004م انتخب حافظ البكاري لموقع الأمين العام لنقابة الصحفيين اليمنيين حتى استقال في عام 2006. وكان زميلا باحثا لدى المنتدى الدولي للدراسات الديمقراطية التابع للصندوق الوطني للديمقراطية للفترة أكتوبر 2006- سبتمبر 2007م في العاصمة الأمريكية واشنطن حيث عمل على مشروع يهتم بمراجعة معايير قياس حالة حريات الصحافة في البلدان العربية . يكتب البكاري بشكل غير منتظم في عدد من الصحف والمجلات اليمنية والاجنبية.
في عام 2005م أسس المركز اليمني لقياس الرأي العام Yemen Pollin Center  YPC وهو أول مركز متخصص بدراسات الرأي العام في اليمن. وكرئيس للمركز . البكاري أيضا صمم و أدار واشرف على تنفيذ عدد من المشاريع المرتبطة باستطلاعات الرأي العام في مجالات عديدة منها الديمقراطية والانتخابات وحقوق الإنسان والاعلام والحكم والفساد وتضمن بعضها دراسات وتقارير منشورة.